# Сант-Анджело-Лодіджано
Сант-Анджело-Лодіджано (італ. Sant'Angelo Lodigiano) — муніципалітет в Італії, у регіоні Ломбардія, провінція Лоді.
Сант-Анджело-Лодіджано розташований на відстані близько 450 км на північний захід від Рима, 31 км на південний схід від Мілана, 13 км на південний захід від Лоді.
Населення — 13 181 особа (2014).
Щорічний фестиваль відбувається 17 січня та 15 липня. Покровителі — святий Антоній Великий.

## Демографія
Населення за роками:

Станом на 1 січня 2023 року в муніципалітеті офіційно проживав 2971 іноземець з 64 країн, серед них 823 громадяни країн Євросоюзу та 80 громадян України.

## Уродженці
- Луїджі Данова (*1952) — італійський футболіст, захисник, згодом — футбольний тренер.

## Сусідні муніципалітети
- Борго-Сан-Джованні
- Кастірага-Відардо
- Граффіньяна
- Інверно-е-Монтелеоне
- Марудо
- Мірадоло-Терме
- П'єве-Фіссірага
- Вілланова-дель-Сілларо
- Віллантеріо

## Відомі особистості
В поселенні народився:
- Маріо Беккарія (1920—2003) — політичний діяч Італії.